# Uraecium carpodini
Uraecium carpodini är en svampart som beskrevs av Cummins 1952. Uraecium carpodini ingår i släktet Uraecium, ordningen Pucciniales, klassen Pucciniomycetes, divisionen basidiesvampar och riket svampar.   Inga underarter finns listade i Catalogue of Life.